# Scrupocellaria aegeensis
Scrupocellaria aegeensis är en mossdjursart som beskrevs av Harmelin 1969. Scrupocellaria aegeensis ingår i släktet Scrupocellaria och familjen Candidae. Inga underarter finns listade i Catalogue of Life.